# Sigurd Overby
Sigurd Overby, född 14 november 1899 i  True, Wisconsin, död 12 april 1979 i Ashland, Wisconsin, var en amerikansk idrottare som var aktiv inom nordisk kombination under 1920-talet. 
Overby kom på 11 plats vid olympiska vinterspelen 1924. Han tävlade även i 18 km längdskidor under samma olympiska spel, där hans placering blev nittonde. Hans föräldrar härstammade från Norge.